# Jacques Limouzy

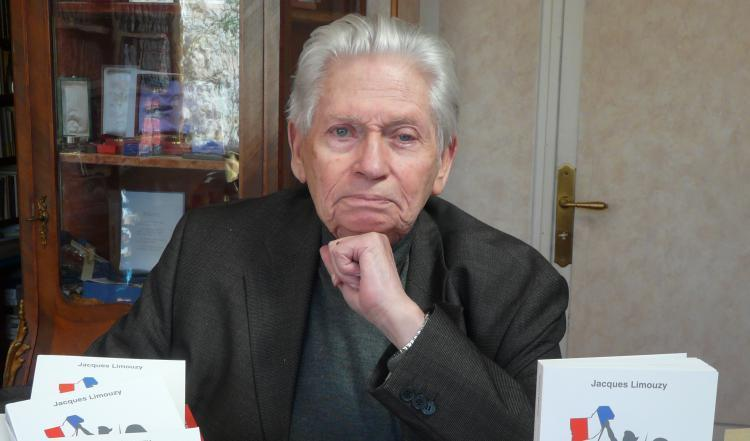
Jacques Limouzy (2016)

Jacques Limouzy (* 29. August 1926 in Castres, Département Tarn; † 7. November 2021 ebenda) war ein französischer Politiker der Union für die Neue Republik UNR (Union pour la Nouvelle République) und deren Nachfolgeorganisationen sowie zuletzt des Zusammenschlusses für die Republik RPR (Rassemblement pour la République), der zwischen 1967 und 1969, Mitglied der Nationalversammlung (Assemblée nationale) und im Kabinett Chaban-Delmas von 1969 bis 1972 Staatssekretär beim Minister für die Beziehungen zum Parlament war. Nachdem er 1973 wieder Mitglied der Nationalversammlung war, fungierte er im Kabinett Messmer II und im Kabinett Messmer III zwischen 1973 und 1974 als Staatssekretär im Ministerium für nationale Bildung.	Er war von 1975 bis 1978 wiederum Mitglied der Nationalversammlung und bekleidete im Kabinett Barre III zwischen 1978 und 1981 abermals das Amt als Staatssekretär beim Premierminister für die Beziehungen zum Parlament. Schließlich war er zwischen 1986 und 2002 noch einmal Mitglied der Nationalversammlung.

## Leben
Jacques Limouzy, Sohn des Buchhalters Louis Limouzy (1892–1984) und Germaine Limouzy (1894–2001), absolvierte seine schulische Ausbildung in Castres an der Institution Saint-Joseph, am Collège Saint-Joseph sowie schließlich am Lycée Jean-Jaurès. Danach begann er ein Studium an der Fakultät für Rechtswissenschaften der Universität Toulouse, welches er mit einem Lizenziat (Licencié en droit) beendete. Nachdem er mit dem Certificat d’aptitude à la profession d’avocat (CAPA) die Zulassung als Rechtsanwalt erhalten hatte, war er zunächst als Registrierungsinspektor in Puylaurens tätig. 1956 begann er ein Studium an der elitären Verwaltungshochschule ENA (École nationale d’administration), welches er als Angehöriger des Jahrgangs Promotion 18 juin 1958 mit einem Diplom abschloss. Zu seinen Kommilitonen gehörte dabei der spätere Premierminister Michel Rocard. Daraufhin fungierte er zwischen 1958 und 1959 zunächst als Kabinettschef des Präfekten von Aurés in Französisch-Algerien sowie 1959 als Kabinettschef des Präfekten des Départements Doubs. Nachdem er von 1960 bis 1964 Kabinettschef des Départements Somme war, fungierte er zwischen 1964 und 1967 als Unterpräfekt für Wirtschaft der Region Picardie.
Bei der Parlamentswahl am 12. März 1967 wurde Limouzy für die Union der Demokraten für die Fünfte Republik UD-Ve (Union des Démocrates pour la Ve République) im Wahlkreis Tarn als Nachfolger von Antonin Tirefort erstmals zum Mitglied der Nationalversammlung (Assemblée nationale) und gehörte dieser nach seiner Wiederwahl am 30. Juni 1968 für die Union der Demokraten der Republik UDR (Union des démocrates pour la République) vom 3. April 1967 bis zum 22. Juli 1969 an, woraufhin Louis Donnadieu dieses Mandat übernahm.
Am 22. Juni 1969 wurde er als Staatssekretär beim Minister für die Beziehungen zum Parlament (Secrétaire d’État chargé des Relations avec le Parlement) in das Kabinett Chaban-Delmas berufen und bekleidete dieses Amt bis zum 5. Juli 1972. Er war für die Beziehungen zur Nationalversammlung zuständig, während Jean-Louis Tinaud als Staatssekretär für die Beziehungen zum Senats (Sénat) verantwortlich war. Beide waren als Staatssekretäre vom 20. Juni 1969 bis zum 7. Januar 1971 zunächst dem Staatsminister und Minister für die Beziehungen zum Parlament, Roger Frey, und im Anschluss zwischen dem 7. Januar 1971 und dem 5. Juli 1972 dem Beigeordneten Minister beim Premierminister für die Beziehungen zum Parlament, Jacques Chirac, unterstellt. Zugleich wurde er 1970 Mitglied des Generalrates des Départements Tarn, dem er als Vertreter für den Kanton Castres-Nord bis 1988 angehörte. Des Weiteren wurde er am 19. März 1971 als Nachfolger von Lucien Coudert erstmals Bürgermeister von Castres und bekleidete dieses Amt bis zum 12. März 1977, woraufhin Jean-Pierre Gabarrou ihn ablöste.
Nach seinem Ausscheiden aus der Regierung wurde Limouzy bei der Wahl am 4. März 1973 für die UDR im zweiten Wahlkreis von Tarn als Nachfolger von Louis Donnadieu erneut zum Mitglied der Nationalversammlung gewählt. Er gehörte dieser vom 2. April bis zu seinem Mandatsverzicht am 12. Mai 1973 an, woraufhin Donnadieu abermals in die Nationalversammlung nachrückte. Er selbst übernahm im Kabinett Messmer II am 12. April 1973 den Posten als Staatssekretär im Ministerium für nationale Bildung (Secrétaire d’Etat auprès du ministre de l’éducation nationale) und bekleidete diesen zwischen dem 1. März und dem 27. Mai 1974 auch im darauf folgenden Kabinett Messmer III. Er war damit gemeinsam mit der Suzanne Ploux, die im zweiten Kabinett Messmer vom 13. April 1973	bis zum 28. Februar 1974 ebenfalls Staatssekretärin war, einer der engsten Mitarbeiter des Ministers für nationale Bildung Joseph Fontanet.
Nach dem Mandatsverzicht von Louis Donnadieu wurde Jacques Limouzy am 25. Mai 1975 im zweiten Wahlkreis von Tarn für die UDR erneut zum Mitglied der Nationalversammlung gewählt und gehörte dieser nach seiner Wiederwahl am 19. März 1978 vom 25. Mai 1975 bis zu seinem Mandatsverzicht am 6. Mai 1978 an, wobei er seit 1976 den Zusammenschlusses für die Republik RPR (Rassemblement pour la République) vertrat. Nach seinem Mandatsverzicht rückte erneut Donnadieu als Abgeordneter nach, während er selbst am 6. April 1978 noch einmal als Staatssekretär beim Premierminister für die Beziehungen zum Parlament (Secrétaire d’Etat auprès du premier ministre, chargé des relations avec le parlement) in das Kabinett Barre III berufen wurde. Er bekleidete diese Funktion bis zum 13. Mai 1981 und gehörte damit zum engsten Mitarbeiterstab von Premierminister Raymond Barre.
Bei der Parlamentswahl am 16. März 1986 wurde Limouzy für den RPR wieder zum Mitglied der Nationalversammlung gewählt und vertrat in dieser nach seinen Wiederwahlen am 12. Juni 1988, am 28. März 1993 und am 1. Juni 1997 vom 2. April 1986 bis zum 18. Juni 2002 den dritten Wahlkreis von Tarn, woraufhin Philippe Folliot von Handeln für Morgen AGP (Agir pour demain) diesen Wahlkreis übernahm. Während seiner Parlamentszugehörigkeit war er zwischen dem 24. Oktober 1987 und dem 14. Mai 1988 Vorsitzender des Ausschusses für Verfassungsgesetze, Gesetzgebung und allgemeine Verwaltung der Republik (Commission des lois constitutionnelles, de la législation et de l’administration générale de la République) sowie zwischen dem 13. Mai und dem 28. Oktober 1989 Vize-Vorsitzender der Untersuchungskommission zu den Bedingungen, unter denen Privatisierungsmaßnahmen von Unternehmen und Banken des öffentlichen Sektors seit dem 6. August 1986 durchgeführt wurden (Commission d’enquête sur les conditions dans lesquelles ont été effectuées les opérations de privatisation d’entreprises et de banques appartenant au secteur public depuis le 6 août 1986). Zugleich wurde er am 12. März 1989 als Nachfolger von Philippe Deyveaux abermals Bürgermeister von Castres und bekleidete dieses Amt bis zu seiner Ablösung durch Arnaud Mandement am 19. Juni 1995. Er fungierte vom 14. bis zum 24. Januar 1992 kurzzeitig als Vorsitzender eines Ad-hoc-Ausschusses zur Prüfung des Antrags auf Aufhebung der parlamentarischen Immunität eines Mitglieds der Nationalversammlung (Commission ad hoc chargée d’examiner la demande de levée de l’immunité parlementaire d’un membre de l’assemblée nationale) und war zwischen dem 8. April 1993 und dem 21. April 1997 Vize-Vorsitzender des Ausschusses für Verfassungsgesetze, Gesetzgebung und allgemeine Verwaltung der Republik sowie zugleich vom 28. Oktober 1993 bis zum 21. April 1997 Vorsitzender des Ad-hoc-Ausschusses zur Prüfung des Antrags auf Aufhebung der parlamentarischen Immunität Abgeordneten Bernard Tapie (Commission ad hoc chargée d’examiner la demande de levée de l’immunité parlementaire de M. Bernard Tapie). Zuletzt wurde er 2001 noch Präsident des Gemeindeverbandes der Communauté d’agglomération de Castres Mazamet und hatte diese Funktion bis zu seiner Ablösung durch Pascal Bugis 2008 inne.

## Veröffentlichungen
- La révolte des illettrés. Désastres et tribulations des pédagogies nouvelles, („Der Aufstand der Analphabeten. Katastrophen und Wirrungen neuer Pädagogiken“), 1985
- Le bélier bleu. Lettres à mon oncle, 1995–1998, („Der blaue Widder. Briefe an meinen Onkel, 1995–1998“), 1998
- La nature du temps. Chronique d'une éducation romanesque, („Die Natur der Zeit. Chronik einer romantischen Erziehung“), Roman, 2003
- Homo sapiens numericus. Sur une nouvelle préhistoire, („Homo sapiens numericus. Auf eine neue Vorgeschichte“), 2012
- La nation française, („Die französische Nation“), 2016
- Émile Combes. Le fondateur spirituel de la laïcité du séminaire de Castres à la loi de 1905, („Émile Combes. Der spirituelle Begründer des Säkularismus des Castres-Seminars nach dem Gesetz von 1905“), 2019
- Qu’ai-je à dire en terminant un si long parcours?, („Was muss ich sagen, wenn ich eine so lange Reise beendet habe?“), 2022